# Cardeñajimeno
Cardeñajimeno – gmina w Hiszpanii, w prowincji Burgos, w Kastylii i León, o powierzchni 12,19 km². W 2011 roku gmina liczyła 994 mieszkańców.